# Runaway (Pink)
Runaway is een nummer van de Amerikaanse zangeres Pink uit 2023. Het is vierde en laatste single van haar negende studioalbum Trustfall.
Runaway is een vrolijk popnummer met sterke invloeden uit de new wave uit de jaren 1980. De tekst gaat over het omarmen van vrijheid en het najagen van wat je echt wil in het leven, ongeacht maatschappelijke verwachtingen of beperkingen. Het nummer werd enkel in Nederland een bescheiden hit, met een 26e positie in de Nederlandse Top 40.

## Tracklijst
Muziekdownload
1. "Runaway" - 2:42

## Trivia
- Op Pink haar album I'm Not Dead (2006) staat ook een track met de titel "Runaway".